# Football Club de Metz 1997-1998
Questa voce raccoglie le informazioni riguardanti il Football Club de Metz nelle competizioni ufficiali della stagione 1997-1998.

## Stagione
L'esordio dei Grenats in campionato fu caratterizzato da una striscia di undici risultati utili consecutivi, fra cui cinque vittorie di fila contro alcune squadre con cui combatté nel corso della stagione, come il Paris Saint-Germain e il Monaco. In seguito a due sconfitte consecutive, il Metz si ritrovò ad inseguire i parigini, sorpassati definitivamente proprio nella giornata conclusiva del girone di andata. Durante la seconda parte del campionato il Metz lottò per il primo posto contro il Monaco e l'Olympique Marsiglia, vanificando i rispettivi agganci grazie alle vittorie negli scontri diretti. Nel frattempo era emerso il Lens che, vincendo il confronto diretto con i Grenats, poté piazzare il sorpasso a quattro gare dalla conclusione; all'ultima giornata il Metz riuscì a raggiungere il Lens al comando della classifica, ma una miglior differenza reti conferì il titolo agli avversari.
In coppa di Francia il Metz superò due turni contro il Le Mans e il Bastia, per poi uscire in seguito a una sconfitta contro i dilettanti del Bourg-Péronnas, mentre in Coppa di Lega i Grenats vennero eliminati ai quarti di finale dai futuri vincitori del Paris Saint-Germain dopo aver eliminato Gueugnon e Martigues, allora militanti in seconda serie.
In Coppa UEFA il Metz esordì eliminando il R.E. Mouscron, ma venne estromesso al turno successivo dal Karlsruhe, trascinato da tre reti di Thomas Häßler.

## Maglie e sponsor
Lo sponsor tecnico per la stagione 1997-1998 è Puma, mentre lo sponsor ufficiali è Sollac. Negli incontri di Coppa di Francia lo sponsor tecnico è Adidas, mentre lo sponsor ufficiale è Carte Aurore.
| Casa | Trasferta |  |

## Rosa
| N. |                    | Ruolo | Calciatore                     |
| -- | ------------------ | ----- | ------------------------------ |
| 16 | Francia (bandiera) | P     | André Biancarelli              |
| 30 | Francia (bandiera) | P     | Christophe Eggimann            |
| 1  | Francia (bandiera) | P     | Lionel Letizi                  |
| 3  | Francia (bandiera) | D     | Philippe Gaillot               |
| 5  | Francia (bandiera) | D     | Sylvain Kastendeuch (capitano) |
| 22 | Francia (bandiera) | D     | Stéphane Leoni                 |
| 28 | Francia (bandiera) | D     | Stéphane Morisot               |
| 2  | Francia (bandiera) | D     | Pascal Pierre                  |
| 13 | Francia (bandiera) | D     | Stéphane Rondelaere            |
| 6  | Francia (bandiera) | D     | Cyrille Serredszum             |
| 4  | Camerun (bandiera) | D     | Rigobert Song                  |
| 14 | Francia (bandiera) | D     | Geoffray Toyes                 |
| 8  | Francia (bandiera) | C     | Jocelyn Blanchard              |
| 25 | Belgio (bandiera)  | C     | Danny Boffin                   |

| N. |                        | Ruolo | Calciatore         |
| -- | ---------------------- | ----- | ------------------ |
| 23 | Benin (bandiera)       | C     | Moussa Latoundji   |
| 10 | Francia (bandiera)     | C     | Frédéric Meyrieu   |
| 20 | Francia (bandiera)     | C     | Didier Neumann     |
| 7  | Francia (bandiera)     | C     | Robert Pirès       |
| 12 | Francia (bandiera)     | C     | Grégory Proment    |
| 19 | Francia (bandiera)     | C     | Stéphane Roda      |
| 18 | Lussemburgo (bandiera) | C     | Jeff Strasser      |
| 17 | Francia (bandiera)     | A     | Franck Histilloles |
| 27 | Francia (bandiera)     | A     | Jonathan Jäger     |
| 9  | Jugoslavia (bandiera)  | A     | Vladan Lukić       |
| 21 | Francia (bandiera)     | A     | Bruno Rodriguez    |
| 24 | Francia (bandiera)     | A     | Louis Saha         |
| 11 | Ungheria (bandiera)    | A     | Mihály Tóth        |
| 11 | Senegal (bandiera)     | A     | Amara Traoré       |

## Risultati

### Division 1
| Arbitro: | Puyalt |

|  |           |           |
|  | Marcatori | 49’ Lukić |

| Arbitro: | Batta |

|                                         |           |               |
| Toyes 13’ Rodriguez 64’, 84’ Saha 90+1’ | Marcatori | 48’ Laslandes |

| Arbitro: | Ruffray |

|          |           |                        |
| Coly 78’ | Marcatori | 8’ Pirès 62’ Rodriguez |

| Arbitro: | Colombo |

|                         |           |            |
| Pirès 62’ Rodriguez 84’ | Marcatori | 90’ Simone |

| Arbitro: | Duhamel |

|            |           |                     |
| Špehar 47’ | Marcatori | 21’ Lukić 90’ Pirès |

| Arbitro: | Veissière |

|                   |           |                           |
| Grégoire 17’, 29’ | Marcatori | 19’ Rodriguez 89’ Gaillot |

| Arbitro: | Léon |

|                         |           |  |
| Gaillot 62’ Meyrieu 70’ | Marcatori |  |

| Furiani 21 settembre 1997 8ª giornata | Bastia | 0 – 0 referto | Metz | Stade Armand-Cesari\| Arbitro: \| Bré \| |
| Arbitro:                              | Bré    |               |      |                                          |

| Arbitro: | Batta |

|                                     |           |  |
| Rodriguez 33’ Meyrieu 44’ Pirès 82’ | Marcatori |  |

| Arbitro: | Puyalt |

|                       |           |  |
| Nouma 57’ Dacourt 70’ | Marcatori |  |

| Arbitro: | Anton |

|                         |           |  |
| Pirès 57’ Blanchard 68’ | Marcatori |  |

| Arbitro: | Garibian |

|                         |           |  |
| Blanc 32’ Ravanelli 39’ | Marcatori |  |

| Arbitro: | Saules |

|  |           |             |
|  | Marcatori | 76’ Mahouvé |

| Arbitro: | Colombo |

|           |           |           |
| Ziani 36’ | Marcatori | 44’ Pirès |

| Arbitro: | Harrel |

|                       |           |             |
| Meyrieu 3’ Boffin 66’ | Marcatori | 60’ Moreira |

| Arbitro: | Batta |

|             |           |                 |
| N'Diaye 45’ | Marcatori | 21’ Histilloles |

### Coppa UEFA
| Arbitro: | Zuppinger |

|  |           |                           |
|  | Marcatori | 21’ Meyrieu 25’ Rodriguez |

| Arbitro: | Lucílio Baptista |

|                                               |           |              |
| Rodriguez 4’, 24’ Kastendeuch 40’ Gaillot 90’ | Marcatori | 8’ Van Durme |

| Arbitro: | García-Aranda |

|  |           |                 |
|  | Marcatori | 13’, 39’ Häßler |

| Arbitro: | Cesari |

|            |           |            |
| Häßler 36’ | Marcatori | 10’ Boffin |

## Statistiche

### Andamento in campionato
| Giornata  | 1 | 2 | 3 | 4 | 5 | 6 | 7 | 8 | 9 | 10 | 11 | 12 | 13 | 14 | 15 | 16 | 17 | 18 | 19 | 20 | 21 | 22 | 23 | 24 | 25 | 26 | 27 | 28 | 29 | 30 | 31 | 32 | 33 | 34 |
| --------- | - | - | - | - | - | - | - | - | - | -- | -- | -- | -- | -- | -- | -- | -- | -- | -- | -- | -- | -- | -- | -- | -- | -- | -- | -- | -- | -- | -- | -- | -- | -- |
| Luogo     | T | C | T | C | T | T | C | T | C | T  | C  | T  | C  | T  | C  | T  | C  | T  | C  | T  | C  | C  | T  | C  | T  | C  | T  | C  | T  | C  | T  | C  | T  | C  |
| Risultato | V | V | V | V | V | N | V | N | V | N  | V  | P  | P  | N  | V  | N  | V  | N  | V  | N  | V  | V  | N  | P  | N  | V  | P  | V  | V  | P  | V  | V  | V  | V  |
| Posizione | 5 | 1 | 2 | 1 | 1 | 1 | 1 | 1 | 1 | 1  | 1  | 2  | 3  | 3  | 2  | 3  | 1  | 2  | 2  | 2  | 1  | 1  | 1  | 1  | 2  | 2  | 2  | 1  | 1  | 2  | 2  | 2  | 2  | 2  |

Fonte:  France » Ligue 1 1997/1998 » Schedule, su worldfootball.net.
Legenda:

Luogo: C = Casa; T = Trasferta. Risultato: V = Vittoria; N = Pareggio; P = Sconfitta.

### Statistiche dei giocatori
| Giocatore      | Division 1 | Division 1 | Division 1  | Division 1 | Coppa di Francia | Coppa di Francia | Coppa di Francia | Coppa di Francia | Coppa di Lega | Coppa di Lega | Coppa di Lega | Coppa di Lega | Coppa UEFA | Coppa UEFA | Coppa UEFA  | Coppa UEFA | Totale   | Totale | Totale      | Totale     |
| Giocatore      | Presenze   | Reti       | Ammonizioni | Espulsioni | Presenze         | Reti             | Ammonizioni      | Espulsioni       | Presenze      | Reti          | Ammonizioni   | Espulsioni    | Presenze   | Reti       | Ammonizioni | Espulsioni | Presenze | Reti   | Ammonizioni | Espulsioni |
| -------------- | ---------- | ---------- | ----------- | ---------- | ---------------- | ---------------- | ---------------- | ---------------- | ------------- | ------------- | ------------- | ------------- | ---------- | ---------- | ----------- | ---------- | -------- | ------ | ----------- | ---------- |
| A. Biancarelli | 0          | 0          | 0           | 0          | 1                | -0               | 0                | 0                | 0             | 0             | 0             | 0             | 0          | 0          | 0           | 0          | 1        | 0      | 0           | 0          |
| D. Boffin      | 29         | 2          | 2           | 0          | 3                | 0                | 0                | 0                | 2             | 0             | 0             | 0             | 4          | 1          | 0           | 0          | 38       | 3      | 2           | 0          |
| J. Blanchard   | 33         | 1          | 3           | 0          | 3                | 0                | 0                | 0                | 3             | 0             | 0             | 0             | 4          | 0          | 0           | 0          | 43       | 1      | 3           | 0          |
| P. Gaillot     | 31         | 3          | 2           | 0          | 1                | 0                | 0                | 0                | 2             | 0             | 0             | 0             | 4          | 1          | 0           | 0          | 38       | 4      | 2           | 0          |
| F. Histilloles | 20         | 2          | 1           | 0          | 1                | 0                | 0                | 0                | 2             | 0             | 0             | 0             | 2          | 0          | 0           | 0          | 25       | 2      | 1           | 0          |
| J. Jäger       | 4          | 1          | 0           | 0          | 1                | 0                | 0                | 0                | 3             | 0             | 0             | 0             | 0          | 0          | 0           | 0          | 8        | 1      | 0           | 0          |
| S. Kastendeuch | 34         | 0          | 1           | 0          | 3                | 0                | 0                | 0                | 3             | 0             | 0             | 0             | 4          | 1          | 2           | 0          | 44       | 1      | 3           | 0          |
| L. Letizi      | 34         | -28        | 0           | 0          | 2                | -4               | 0                | 0                | 3             | -2            | 0             | 0             | 4          | -4         | 0           | 0          | 43       | -38    | 0           | 0          |
| V. Lukić       | 33         | 6          | 3           | 0          | 3                | 0                | 0                | 0                | 2             | 2             | 0             | 0             | 4          | 0          | 0           | 0          | 42       | 8      | 3           | 0          |
| F. Meyrieu     | 32         | 5          | 10          | 0          | 3                | 0                | 0                | 0                | 3             | 0             | 0             | 0             | 4          | 1          | 0           | 0          | 42       | 6      | 10          | 0          |
| P. Pierre      | 31         | 0          | 6           | 0          | 3                | 0                | 0                | 0                | 3             | 0             | 2             | 0             | 4          | 0          | 1           | 0          | 41       | 0      | 9           | 0          |
| R. Pirés       | 31         | 11         | 3           | 0          | 3                | 0                | 0                | 0                | 3             | 2             | 0             | 0             | 3          | 0          | 0           | 0          | 40       | 13     | 3           | 0          |
| G. Proment     | 15         | 0          | 1           | 0          | 1                | 0                | 0                | 0                | 2             | 0             | 0             | 0             | 0          | 0          | 0           | 0          | 18       | 0      | 1           | 0          |
| B. Rodriguez   | 31         | 13         | 5           | 0          | 3                | 2                | 0                | 0                | 1             | 0             | 0             | 0             | 3          | 3          | 0           | 1          | 38       | 18     | 5           | 1          |
| S. Rondelaere  | 8          | 0          | 0           | 0          | 2                | 0                | 0                | 0                | 2             | 0             | 0             | 0             | 0          | 0          | 0           | 0          | 12       | 0      | 0           | 0          |
| L. Saha        | 21         | 1          | 1           | 0          | 2                | 0                | 0                | 0                | 0             | 0             | 0             | 0             | 3          | 0          | 0           | 0          | 26       | 1      | 1           | 0          |
| C. Serredszum  | 14         | 1          | 1           | 0          | 0                | 0                | 0                | 0                | 2             | 0             | 1             | 0             | 2          | 0          | 0           | 0          | 18       | 1      | 2           | 0          |
| R. Song        | 28         | 1          | 6           | 0          | 2                | 0                | 0                | 0                | 0             | 0             | 0             | 0             | 4          | 0          | 0           | 0          | 34       | 1      | 6           | 0          |
| J. Strasser    | 12         | 0          | 1           | 0          | 1                | 0                | 0                | 0                | 1             | 0             | 0             | 0             | 0          | 0          | 0           | 0          | 14       | 0      | 1           | 0          |
| M. Tóth        | 2          | 0          | 0           | 0          | 0                | 0                | 0                | 0                | 1             | 0             | 0             | 0             | 0          | 0          | 0           | 0          | 3        | 0      | 0           | 0          |
| A. Traoré      | 1          | 0          | 0           | 0          | -                | -                | -                | -                | 0             | 0             | 0             | 0             | 0          | 0          | 0           | 0          | 1        | 0      | 0           | 0          |
| G. Toyes       | 14         | 1          | 2           | 0          | 0                | 0                | 0                | 0                | 0             | 0             | 0             | 0             | 2          | 0          | 1           | 0          | 16       | 1      | 3           | 0          |